# Dieter Mank
Dieter Mank (* 1950 in Frankfurt am Main) ist ein deutscher freier Schriftsteller und Auftragsautor.

## Leben
Mank studierte von 1971 bis 1977 an der Johann Wolfgang Goethe-Universität Frankfurt am Main neuere deutsche Philologie, ältere deutsche Philologie und Philosophie. Nach der Promotion 1980 in Germanistik war er Redakteur (Nachrichten und Feuilleton) bei der Tageszeitung Frankfurter Neue Presse (1983–1984). Er ist als freiberuflicher Journalist, Schriftsteller und wissenschaftlicher Autor tätig.

## Schriften (Auswahl)
- Erich Kästner im nationalsozialistischen Deutschland 1933–1945: Zeit ohne Werk? Lang, Frankfurt am Main 1981, ISBN 3-8204-6218-X (zugleich: Dissertation, Goethe-Universität Frankfurt am Main, 1980).
- Das offizielle endgültige Handbuch für den Comic-Freak. Tomus, München 1992, ISBN 3-8231-0807-7.
- Das offizielle endgültige Handbuch für den Karl-May-Fan. Tomus, München 1992, ISBN 3-8231-0821-2.
- Da lacht de Hess. Eine fröhliche Tour durchs hessische Ländchen, wo zwischen Presskopf, roten Rüben und grüner Sosse auch ein deftiger Humor gedeiht. Tomus, München 1993, ISBN 3-8231-0334-2.
- Das ultimative Karl-May-Fanbuch. Karl-May-Verlag, Bamberg 1999, ISBN 3-7802-3006-2.